# Itame regularis
Itame regularis là một loài bướm đêm trong họ Geometridae.